# Эзерин, Мария Андреевна
Мария Андреевна Эзерин (1911 год, деревня Матушево — 5 октября 1976 год) — звеньевая семеноводческого колхоза «Интернационал» Лиозненского района Витебской области, Белорусская ССР. Герой Социалистического Труда (1949).

## Биография
Родилась в 1911 году в рабочей семье в деревне Матушево (сегодня — Лиозненский район, Витебская область Белоруссии). С 1930 года трудилась полеводом в колхозе «Интернационал» (позднее — «1 мая») Лиозненского района. В 1948 году назначена звеньевой полеводческого звена.
В 1948 году звено под руководством Марии Эзерин собрало в среднем с каждого гектара по 7,1 центнера льна-долгунца и 7 центнеров семян льна на участке площадью 2 гектара. Указом Президиума Верховного Совета СССР от 28 марта 1949 года за получение высоких урожаев волокна и семян льна-долгунца при выполнении колхозом обязательных поставок и контрактации по всем видам сельскохозяйственной продукции, натуроплаты за работу МТС в 1948 году и обеспеченности семенами всех культур в полной потребности для весеннего сева 1949 года удостоена звания Героя Социалистического Труда с вручением ордена Ленина и золотой медали «Серп и Молот».
В 1952 году вступила в ВКП(б).
В 1966 году вышла на пенсию. Скончалась в 1976 году.
Память
В 2015 году в Лиозно была открыта Аллея Славы, на которой находится стела с портретом Марии Эзерин.

## Награды
- Герой Социалистического Труда — указом Президиума Верховного Совета СССР от 28 марта 1949 года
- Орден Ленина